# Зоряний шлях: Дискавері (сезон 1)
Перший сезон американського телесеріалу «Зоряний шлях: Дискавері» відбувається приблизно за десять років до подій оригінальної серії Зоряного щляху. Події стаються переважно на «USS Discovery» під час федерально-клінгонської війни. Сезон виробництва CBS Studios спільно з Secret Hideout, «Roddenberry Entertainment» і «Living Dead Guy Productions», з Гретхен Дж. Берг і Аароном Гарбертсом.
Сонекуа Мартін-Грін виконує роль Майкл Бернхем, першого офіцера «USS Shenzhou», а згодом і «Discovery», разом з Дагом Джонсом, Шазадом Латіфом, Ентоні Раппом, Мері Війсман і Джейсоном Ісааком.
Новий серіал був анонсований в листопаді 2015 року, а Браян Фуллер приєднався як шоураннер в лютому 2016-го. У жовтні 2016 року після творчих розбіжностей із «CBS» його замінили Берг та Харбертс. Серія сюжетів про війну сезону мала на меті представити розділення між різними політичними фракціями сучасних Сполучених Штатів. Вид клінгонів був перероблений для цього сезону, і його культура та біологія були значно змінені. Зйомки проходили в Торонто з січня по жовтень 2017 року, а додаткові — в Йорданії для прем'єри серіалу. Команда візуальних ефектів на чолі з «Pixomondo» та композитором Джеффом Руссо прагнула, щоб якість серіалу була порівнянна із якістю художнього фільму.
Прем'єра сезону відбулася 19 вересня 2017 року в ArcLight Hollywood, перед дебютом на «CBS» 24 вересня. Епізод прем'єри також був доступний на «CBS All Access», де решта 15-серійного сезону виходила щотижня. Сезон був розділений на дві частини, перша закінчилася 12 листопада, а друга виходила з 7 січня по 11 лютого 2018 року. Реліз сезону призвів до рекордної підписки на «Повний доступ» та загалом позитивних відгуків критиків, які виділили плідну гру Мартін-Грін, виробничі цінності серії та нові її доповнення до канону Зоряного шляху. Деякі критикували написання сезону, особливо за його структуру та те, як оброблялося багато його сюжетів. Другий сезон був замовлений у жовтні 2017 року.

## У ролях

### Головні ролі
- Сонеква Мартін-Грін — Майкл Бернем
- Даг Джонс — Сару
- Шазад Латіф — Вок / Еш Тайлер
- Ентоні Репп — Пол Сметс
- Мері Вайзмен — Сільвія Тіллі
- Джейсон Айзекс — Габріель Лорка

### Другорядні ролі
- Мішель Єо — Філіппа Джорджі
- Мері К'єффо — Л'Релл
- Джеймс Фрейн — Сарек
- Кеннет Мітчелл — Кол
- Джейн Брук — Катріна Корнуелл
- Вілсон Круз — Г'ю Калбер

### Запрошені зірки
- Міа Кіршнер — Аманда Грайсон
- Рейн Вілсон — Гаррі Мудд
- Кетрін Баррелл — Стелла Мадд

## Епізоди
| № п/п | № в сезоні | Назва                                                                                    | Режисер            | Сценарист                                      | Оригінальний показ | Оригінальний показ українською | Код            | Рейтинг        |
| --- | ---------- | ---------------------------------------------------------------------------------------- | ------------------ | ---------------------------------------------- | ------------------ | ------------------------------ | -------------- | -------------- |
| 1 | 1          | «The Vulcan Hello» «Вулканський салют»                                                   | Девід Семел        | Браян Фуллер, Алекс Куртцман, Аківа Голдсман   | 24 вересня 2017    | Буде оголошено                 | Буде оголошено | Буде визначено |
| Під час інспекції пошкодженого штучного супутника члени екіпажу корабля «Шеньчжоу» виявляють загадковий предмет. Перший офіцер Майкл Бернем рушає на розвідку в скафандрі і виявляє древній корабель. На неї нападає клінгон. Тікаючи, вона випадково його вбиває. Група клінгонів його вщановує, називаючи факелоносцем. Клінгони під проводом Т'Кувми раптово з'являються перед «Шеньчжоу» на кораблі з генератором поля невидимості. Т'Кувма має намір виконати давнє пророцтво і об'єднати 24 великих клани клінгонів. Вок активізує маяк, який викликає ватажків кланів. Бернем має намір будь-що-будь запобігти війні і намагається відкрити вогонь по клінгонах — всупереч волі капітана. Капітан заарештовує її за спробу заколоту. |            |                                                                                          |                    |                                                |                    |                                |                |                |
| 2 | 2          | «Battle at the Binary Stars» «Битва біля подвійної зірки»                                | Адам Кейн          | Браян Фуллер, Гретхен Дж. Берг, Аарон Гарбертс | 24 вересня 2017    | Буде оголошено                 | Буде оголошено | Буде визначено |
| Т'Кувма переконує більшість будинків кланів, що може повести їх до перемоги над Федерацією. В цей час прибуває підкріплення з кораблів Зоряного флоту. Капітан намагається вирішити проблему мирним шляхом, клінгони відкривають вогонь. В розпал битви прибуває адмірал Андерсон і знову пропонує клінгонам перемир'я. Його корабель таранить невидимий клінгонський корабель. Андерсон наказує підірвати «Європу», знищуючи і корабель ворога. Зоряний флот відступає. В останках «Шеньчжоу» Бернем вдається втекти з камери ув'язнення. Бернем радить капітану полонити Т'Кувму. Після вибуху капітан і Бернем переміщуються на борт клінгонського судна і вступають в бій. Бернем бере верх над Воком, Т'Кувма вбиває Джорджі. Бернем стріляє в Т'Кувму, вбиваючи його, її телепортують назад. Вок обіцяє помираючому вождю, що подбає про його спадщину. Екіпаж «Шеньчжоу» залишає корабель в рятувальних капсулах. Трибунал засуджує Бернем до позбавлення звання і довічного ув'язнення за заколот. |            |                                                                                          |                    |                                                |                    |                                |                |                |
| 3 | 3          | «Context Is for Kings» «Винятки для королів»                                             | Аківа Голдсман     | Браян Фуллер, Гретхен Дж. Берг                 | 1 жовтня 2017      | Буде оголошено                 | Буде оголошено | Буде визначено |
| Через півроку Бернем перевозять в іншу в'язницю. Через позаштатну ситуацію тюремний шатл рятує дослідницький корабель «Дискавері». Капітан Гебріел Лорка наказує Бернем допомогти екіпажу з науковим завданням. Бернем чує, як лейтенант Пол Стамец — астроміколог і начальник дослідницької групи, обговорює майбутній експеримент з колегою на іншому кораблі. Лорка дізнається і інформує всіх про інцидент з «Гленном» — кораблем-близнюком «Дискавері», вся команда корабля загинула. Лейтенант Стамец веде команду на борт «Гленна», вони виявляють — тіла всіх членів екіпажу деформовані. Вони знаходять тіла клінгонів, порваних на частини якоюсь істотою, що зовні нагадує гігантську тихоходку. Істота нападає на команду, вбиваючи одного з її членів. Команді вдається забрати деяке обладнання. Бернем відволікає увагу істоти, і встигає застрибнути в шатл. По поверненні Лорка запрошує її в свій екіпаж, незважаючи на довічний термін. Екіпаж розробляє новий метод міжзоряного переміщення. Імовірно катастрофа на «Гленн» якимось чином пов'язана з черговим тестом нового двигуна. Капітан таємно телепортує істоту з «Гленна» на борт, перш ніж наказати знищити порожній корабель. |            |                                                                                          |                    |                                                |                    |                                |                |                |
| 4 | 4          | «The Butcher's Knife Cares Not for the Lamb's Cry» «Ніж м'ясника не чує стогонів янгяти» | Олатунде Осунсанмі | Джессі Александер, Арон Елі Колейт             | 8 жовтня 2017      | Буде оголошено                 | Буде оголошено | Буде визначено |
| Лорка наказує Бернем вивчити істоту з «Гленна» та знайти спосіб використовувати як зброю. Екіпаж «Дискавері» отримує наказ прийти на допомогу колонії Корван-2, на яку напали клінгони. Стамец сумнівається в можливості здійснити такий довгий стрибок за допомогою нового методу. Він виявляється правий, корабель ледь не врізається в зірку. Лорка посилає шефа безпеки Лендрі стежити за Бернем. Лендрі намагається приспати «тихоходку», щоб відрізати у неї кіготь, однак та виривається на волю. Бернем підходить до істоти з каністрою зі спорами, тихоходка її не чіпає. Помітивши реакцію «тихоходки» на стрибок і її симбіотичний зв'язок зі спорами, Стамец і Бернем переміщують істоту в інженерний відділ. Істота з'єднується зі споровим двигуном і допомагає прорахувати навігаційні координати. «Дискавері» раптово з'являється над колонією і знищує ворожі кораблі, потім раптово зникає. Кораблі Т'Кувми, Вок та Л'Релл витягують з остову «Шеньчжоу» дилітієвий процесор. Л'Релл телепортується за Воком і каже, що вони можуть самі виграти війну. |            |                                                                                          |                    |                                                |                    |                                |                |                |
| 5 | 5          | «Choose Your Pain» «Вибери свій біль»                                                    | Лі Роуз            | Гретхен Дж. Берг, Аарон Гарбертс, Кемп Пауерс  | 15 жовтня 2017     | Буде оголошено                 | Буде оголошено | Буде визначено |
| Після місяця успішних операцій Лорка отримує наказ зберігати споровий двигун — поки інші кораблі флоту не зможуть скопіювати його. Повертаючись на «Дискавері», Лорка потрапляє в полон до клінгонів. Бернем бачить, що використання спорового двигуна негативно впливає на здоров'я «тихоходки». Разом з доктором Калбером Бернем переконує Стамеца знайти альтернативу істоті. Лорка сидить в камері з іншим офіцером Еш Тайлер, та злочинцем Гаррі Маддом. Під час розмови Лорка повідомляє, що вбив усіх членів екіпажу «Бурана» — свого попереднього корабля — при битві біля подвійної зірки, щоб не дозволити їм потрапити в руки клінгонів, а сам вижив. Лорку катує Л'Релл — хоче дізнатися секрет нового виду переміщення «Дискавері». Лорка і Тайлер втікають, перш ніж клінгони що-небудь дізнаються. Зрадника Мадді лишають в камері, він клянеться помститися Лорці. Лорка і Тайлер викрадають клінгонського «хижого птаха», «Дискавері» вчасно прибуває, щоб телепортувати їх на борт. Для останнього стрибка Стамец вводить собі ДНК «тихоходки» і підключається до спорового двигуна. Бернем дарує Сару фамільний телескоп капітана Джорджі, який та заповіла їй. Бернем і Тіллі випускають істоту в космос. Стамец відходить від дзеркала у ванній, а його відображення залишається там. |            |                                                                                          |                    |                                                |                    |                                |                |                |
| 6 | 6          | «Lethe» «Лета»                                                                           | Дуглас Аарніокоскі | Джо Меноскі і Тед Салліван                     | 22 жовтня 2017     | Буде оголошено                 | Буде оголошено | Буде визначено |
| Посол Сарек перебуває на маленькому вулканському космічному кораблі з представниками двох клінгонських кланів, які хочуть укласти союз. Корабель пошкоджується екстремістом, який підриває себе. Сарек серйозно поранений і без свідомості. Бернем відчуває біль Сарека — вона здатна зв'язатися з його душею. Лорка дозволяє шукати Сарека, Бернем летить у туманність разом з Тіллі та Тайлером. Бернем допомагає Сареку отямитися і локалізуватися за допомогою транспондерного сигналу, щоб його можна було врятувати. Сарек не може зустріти клінгонів, на зустріч їде Корнуолл. Зустріч виявляється пасткою, Корнуолл потрапляє в полон. |            |                                                                                          |                    |                                                |                    |                                |                |                |
| 7 | 7          | «Magic to Make the Sanest Man Go Mad» «Спокуса, засліпляюча часами й мудрих»             | Девід М. Баррет    | Арон Ілай Колейт і Джессі Александер           | 29 жовтня 2017     | Буде оголошено                 | Буде оголошено | Буде визначено |
| Гаррі Мадд проник на борт «Діскавері» та використовує невідомий пристрій — щоб створити тимчасову петлю, що повторює події, які закінчуються загибеллю корабля. Це усвідомлює Стамец, завдяки ДНК «тихоходки» в ньому. Він заручається допомогою Бернем і Тайлера, кожен раз пояснюючи що відбувається. Мадді хоче дізнатися як працює споровий двигун, щоб продати корабель клінгонам. Йому вдається захопити корабель, убивши Тайлера. Щоб змусити почати новий цикл, Бернем розкриває Мадді, що саме вона вбила Т'Кувму. Бернем вбиває себе, і Мадд починає все спочатку. Стамец встигає влаштувати все так, що Лорка передає корабель, Стамеца і Бернем без опору. Мадд посилає сигнал клінгонському кораблю. Як тільки проходить час циклу, пристрій петлі дезінтегрується, Бернем і Стамец розкривають Мадду, що сигнал він насправді послав не клінгонам, а своїй нареченій Стеллі і її батькові. Стелла і батько прибувають і забирають Мадда. Стамец розповідає Бернем і Тайлеру деякі особисті події з попередніх циклів. |            |                                                                                          |                    |                                                |                    |                                |                |                |
| 8 | 8          | «Si Vis Pacem, Para Bellum» «Хочеш миру - готуйся до війни»                              | Джон С. Скотт      | Кірстен Бейєр                                  | 5 листопада 2017   | Буде оголошено                 | Буде оголошено | Буде визначено |
| «Діскавері» поспішає на допомогу «Гагаріну», проте клінгони знищують корабель, скориставшись своєю маскувальною технологією. Бажаючи знайти спосіб виявляти невидимі кораблі клінгонів, Бернем, Тайлер і Сару вирушають на планету Паво, на якій знаходиться природно утворений передавач-кристал, що заповнює ефір вібраційною частотою планети. Вони сподіваються переналаштувати передавач, щоб він діяв як сонар. Планету населяють загадкові форми життя, які передають Сару своє розвинене поняття умиротворення. Сару намагається змусити Бернем і Тайлера лишитися на планеті з ним. Бернем вдається послати новий сигнал. Місцеві жителі модифікують сигнал, який запрошує клінгонів на планету, в надії зупинити війну. Л'Релл, ніби для допиту, входить в камеру до адмірала Корнуелл. Насправді Л'Релл бажає допомогти Корнуелл втекти — в обмін на притулок для Л'Релл у Федерації. Кол перехоплює жінок, і Л'Релл, імовірно, вбиває адмірала, щоб врятуватися самій. Л'Релл присягає на вірність Колу, проте він засуджує її до смерті за зраду та вирушає на Паво. |            |                                                                                          |                    |                                                |                    |                                |                |                |
| 9 | 9          | «Into the Forest I Go» «Мандрівка в ліс»                                                 | Кріс Бьорн         | Бо Юн Кім і Еріка Ліппольдт                    | 12 листопада 2017  | Буде оголошено                 | Буде оголошено | Буде визначено |
| Зоряний флот відступає на всіх фронтах через технології маскування клінгонів. Лорка отримує наказ повернутися на станцію № 46, але порушує наказ, щоб врятувати розумне життя на планеті Паво. «Корабель мертвих» генерала Кола прибуває на орбіту Паво, Тайлер і Бернем переміщуються на борт судна, щоб встановити датчики. Тайлер і Бернем виявляють Корнуелл, однак на Тайлера раптово налітають спогади його ув'язнення, коли він бачить Л'Релл. Лорка переконує Стамеца в необхідності зробити 133 мікрострибки навколо клінгонського корабля — шоб набагато швидше скласти тривимірну картину ворожого судна. Бернем розкриває свою присутність на містку «Корабля мертвих» і викликає Кола на поєдинок, повідомляючи, що вона — вбивця Т'Кувми. Кол ледь не вбиває Бернем. Корнуелл, використовуючи досвід психіатра, заспокоює Тайлера. Після закінчення серії стрибків Сару вдається знайти спосіб виявлення невидимих кораблів. «Дискавері» переміщує Бернем, Тайлера і Корнуелл на борт. У момент телепортації Л'Релл встигає стрибнути на Тайлера і потрапляє в телепортаційний промінь. На «Дискавері» її ув'язнюють. Лорка наказує відкрити вогонь по «Кораблю мертвих» і знищити його. Під час стрибків Стамец мало не гине та відчуває дивні видіння. У приватній розмові Тайлер зізнається Бернем, що Л'Релл катувала і гвалтувала його — хоча завдяки їй він залишився живий. Стамец пропонує зробити останній стрибок до станції № 46, використовуючи алгоритм, але каже, що цей стрибок буде для нього останнім. Він має намір пройти обстеження, щоб вчені розібралися в побічних ефектах від переміщень. Під час стрибка щось йде не так, корабель потрапляє в незвіданий простір, оточений уламками клінгонських кораблів, а Стамец, схоже, зазнає мозкової травми. |            |                                                                                          |                    |                                                |                    |                                |                |                |
| 10 | 10         | «Despite Yourself» «Всупереч собі»                                                       | Джонанат Фрейкс    | Шон Кохрен                                     | 7 січня 2018       | Буде оголошено                 | Буде оголошено | Буде визначено |
| Екіпаж дізнається, що потрапив в інший всесвіт (Дзеркальний всесвіт). Тайлер витягує з уламка клінгонського корабля базу даних, з якої Бернем отримує інформацію, включаючи дані про Земну імперію. Л'Релл намагається активізувати закладену в підсвідомість Тайлера «програму», проте це не спрацьовує. У цьому світі капітаном «Дискавері» є Тіллі, їй доводиться грати роль свого жорстокого двійника. Бернем дізнається — її двійник є капітаном «Шеньчжоу» (вважається зниклою без вісті після спроби бунту капітана Лорки цього світу). Бернем вирішує пробратися на борт «Шеньчжоу», щоб дістати дані про «Дефайєнт», який потрапив в цей світ з її всесвіту (і майбутнього). Інформація повинна допомогти «Дискавері» знайти спосіб повернутися в свій всесвіт без спорового двигуна — Стамец все ще не в собі. Перед відправкою на «Шеньчжоу» доктор Калбер оглядає Тайлера і дізнається, що з ним щось не так. Тайлер скручує шию Калберу. На «Шеньчжоу» Бернем відводить Лорку в катівню, його поміщають в капсулу агонії. Старпом Бернем намагається її вбити, проте в сутичці гине сам. Екіпаж вітає повернення капітана. У каюті двійника Бернем проводить ніч з Тайлером. |            |                                                                                          |                    |                                                |                    |                                |                |                |
| 11 | 11         | «The Wolf Inside» «Внутрішній вовк»                                                      | Т. Дж. Скотт       | Ліза Рендольф                                  | 14 січня 2018      | Буде оголошено                 | Буде оголошено | Буде визначено |
| Бернем лякається самої себе — з кожним днем їй все легше грати двійника. Вона отримує наказ від імператора знайти і знищити оплот Опору, разом з ватажком «Вогняним вовком». Бернем і Тайлер переміщуються на планету і здаються Опору — щоб вступити в переговори. Вогняний вовк виявляється Воком, який просить «Оракула» Сарек прочитати думки Бернем. Бернем попереджає Опір про атаку і просить Вока пояснити як йому вдається тримати під контролем Опір, що складається з рас всього квадранта. Під час діалогу між Бернем і Вогняним вовком в Тайлер пробуджується свідомість Вока і він атакує свого двійника. Тайлер переможений, повстанці відпускають його і Бернем. На «Шешьчжоу» Тайлер визнає, що був засланий на «Дискавері» клінгонами, які змінили його тіло і розум. Він також розкриває, що вбив доктора Калбера. Тайлер намагається вбити Бернем, її рятує келпіанець, який є рабом капітана в цьому світі. Тайлера відводять на страту. Перед тим, як телепортувати Тайлера у відкритий космос, Бернем ховає у нього в кишені дані про «Дефайєнт» і зголошується особисто привести вирок у виконання. Тайлера підбирає «Дискавері», де він потрапляє під арешт — Сару вже відома його справжня особистість. База повстанців піддається масивному бомбардуванню невідомого корабля, який виявляється флагманом Імперії. Бернем бачить імператора — Філіппу Джорджі, явно незадоволену непокорою Бернем. Тіллі намагається пробудити лейтенанта Стамеца з коми за допомогою спор. Свідомість Стамеца пробуджується в загадковому лісі і зустрічається з усвідомленням свого імперського двійника, який також знаходиться в комі. |            |                                                                                          |                    |                                                |                    |                                |                |                |
| 12 | 12         | «Vaulting Ambition» «Нестримне честолюбство»                                             | Ханель Кулпеппер   | Джордон Надіно                                 | 28 січня 2018      | Буде оголошено                 | Буде оголошено | Буде визначено |
| Бернем і Лорка відправляються на імперський флагман «Харон». Імператор відправляє Лорку в камеру тортур і запрошує Бернем на вечерю, та каже — Бернем цього світу — її прийомна дочка. Стамец виявляє себе всередині мікоїдної мережі разом зі своїм двійником, який пояснює, що давно намагається з ним зв'язатися. Стамец зустрічає відгомін Калбера, він говорить, що мертвий і що дзеркальний Стамец винен в зараженні мікоїдної мережі. Стамец пробуджується і виявляє, що спорові рослини на борту «Дискавері» вже заражені. Його двійник пробуджується на борту «Харона». Джорджі повідомляє Бернем, що шкодує про дозвіл Лорці стати покровителем Бернем — Бернем подорослішала, закохалася в Лорку, і вони спробували повалити Філіппу з трону. Вона збирається стратити Бернем, Майкл розкриває їй правду — хто вона. Будучи знайомою з базою даних «Дефайєнта», імператор вірить Бернем та погоджується обміняти схему конструкції спорового двигуна на альтернативні способи переміщатися між всесвітами. Бернем усвідомлює, що той Лорка, якого вона знає — родом з дзеркального всесвіту. Лорці вдається втекти з камери тортур. Особистості Тайлера і Вока ворогують в одному тілі. Сару вдається переконати Л'Релл допомогти йому. Клінгонка відновлює свідомість Тайлера, знищуючи особистість Вока. |            |                                                                                          |                    |                                                |                    |                                |                |                |
| 13 | 13         | «What's Past is Prologue» «Все, що було, не повернути»                                   | Олатунде Осунсанмі | Тед Салліван                                   | 28 січня 2018      | Буде оголошено                 | Буде оголошено | Буде визначено |
| Лорка звільняє свій екіпаж з камер тортур, в яких вони перебували від часу його відправлення в інший всесвіт. За допомогою дзеркального Стамеца їм вдається перебити частину імператорського екіпажу. Решта присягають на вірність Лорці, який тут же вбиває дзеркального Стамеца за зраду. Імператор ховається на флагмані. Бернем вдається втекти; вона зв'язується з Сару і повідомляє про справжню особистість Лорки. Стамец дізнається, що його двійник використовував мікоїдну мережу, щоб створити реактор для живлення «Харона». Стає відомо, що використання спор для цієї мети приведе до загибелі всіх живих істот в мультивсесвіті. Бернем повинна зняти захисний екран з реактора — це дозволить «Дискавері» знищити його і використовувати енергію спорового вибуху для повернення додому. Повалена Джорджія погоджується допомогти Бернем. Їм вдається зайняти тронний зал штурмом, Філіппв вбиває Лорку. Бернем знімає екран, а Джорджія збирається залишитися і прикрити відхід Бернем від людей Лорки знаючи, що імператором їй вже не бути. Бернем телепортується на «Дискавері» та бере Георгію з собою. «Дискавері» підриває реактор імперського флагмана; команда відправляється додому. Після повернення екіпаж дізнається, що з моменту зникнення «Дискавері» пройшло дев'ять місяців. Клінгони вже майже перемогли у війні. |            |                                                                                          |                    |                                                |                    |                                |                |                |
| 14 | 14         | «The War Without, The War Within» «Війна ззовні і всередині»                             | Девід Соломон      | Ліса Рендольф                                  | 4 лютого 2018      | Буде оголошено                 | Буде оголошено | Буде визначено |
| На борт «Дискавері» переміщуються адмірал Корнуелл і Сарек. Вони пояснюють, що після загибелі Кола клінгонські клани розділені і змагаються один з одним, хто зможе знищити більше активів Федераціі. За межами Землі єдиним притулком залишається «Зоряна база 1». Корнуелл бере командування кораблем і наказує взяти курс на станцію. Тайлер знову є самим собою, проте все ще має доступ до спогадів Вока. Бернем не може пробачити його. Станція виявляється захопленою клінгонами. Залишки Зоряного флоту відступають до Землі. Джорджі пояснює Бернем, що перемогла дзеркальних клінгонів раптовим масованим ударом по їх світу Кроносу. Адмірал погоджується повторити цю дію, щоб змусити клінгонів відступити. Щоб поповнити запаси спор, Стамец тераформує незаселений супутник необхідними рослинами. Джорджі говорить Сарек, що у неї є додаткова інформація. Корнуелл оголошує, що капітан Філіппа жива і віддає колишньому імператорові командування «Дискавері» розуміючи, що імперська жорстокість необхідна для перемоги над ворогом. |            |                                                                                          |                    |                                                |                    |                                |                |                |
| 15 | 15         | «Will You Take My Hand?» «Чи візьмеш ти мене за руку?»                                   | Аківа Голдсман     | Гретхен Дж. Берг і Аарон Галбертс              | 11 лютого 2018     | Буде оголошено                 | Буде оголошено | Буде визначено |
| Екіпаж «Дискавері» збирається зробити стрибок у величезну печеру під поверхнею Кроноса. Тайлер повідомляє — для того, щоб отримати останні дані про місцезнаходження важливих структур планети, необхідно запустити дрон, який увійде в сплячий вулкан під старовинною святинею. «Дискавері» успішно завершує стрибок. Джорджі, Бернем, Тайлер і Тіллі відправляються на поверхню, переодягнувшись торговцями. Тіллі виявляє — система вулканів зовсім не спляча, а діюча, а «дрон» насправді бомба, призначена для перетворення Кроноса на мертву планету. Бернем зв'язується з адміралом Корнелл і переконує її, що це йде проти ідеалів Зоряного флоту. Вона переконує Джорджі віддати їй детонатор, відпускаючи колишнього імператора. Бернем віддає детонатор Л'Релл, яка використовує загрозу геноциду, щоб зупинити війну і об'єднати всі 24 клани під своїм керівництвом. Тайлер вирушає з Л'Релл, вважаючи що на Землі йому не місце. Екіпаж «Дискавері» отримує медалі за відвагу. Бернем відновлюється в званні. «Дискавері» вирушає на Вулкан, щоб доставити туди Сарек, однак по дорозі вони перехоплюють сигнал лиха від «Ентерпрайза». «Дискавері» виходить з варпу ніс-до-носа із легендарним кораблем. |            |                                                                                          |                    |                                                |                    |                                |                |                |